# K-1 World Grand Prix
K-1 World Grand Prix, também conhecido como K-1 World GP, é um torneio de kickboxing por eliminação que tem sido realizado anualmente desde 1993 pela organização do K-1. A cada ano, o K-1 realiza diversos Grand Prix no estilo torneio de 16 homens em 8 lutas em todo o mundo, para determinar quais os 16 lutadores vão competir no K-1 World GP. Este torneio teve sete vencedores diferentes com Ernesto Hoost e Semmy Schilt vencendo quatro vezes cada um.

## Match-Ups

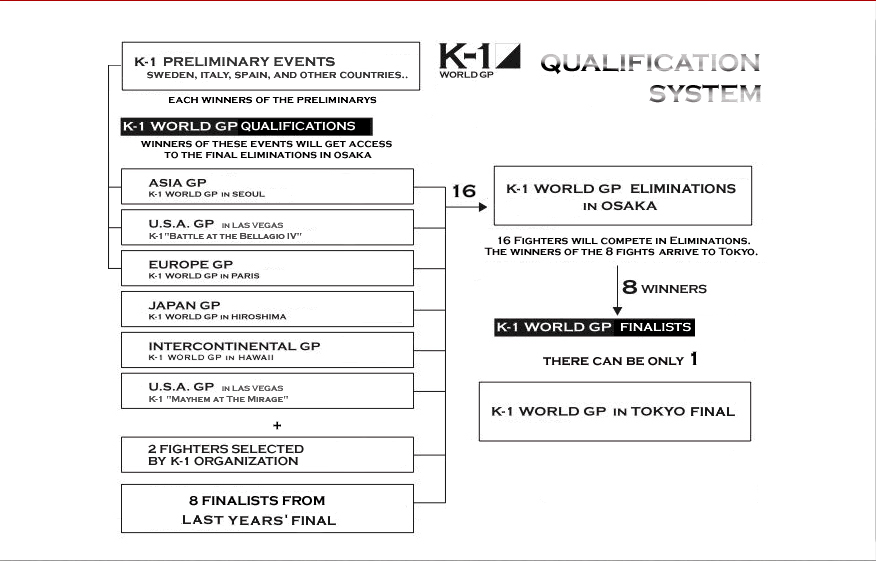
Sistema de qualificação do K-1 até 2005

Geralmente, os combatentes de quartas-de-final de um torneio de 8 lutas e 16 homens são acompanhados pelo desenho da árvore de torneio. No caso da final, no Tokyo Dome é completamente diferentes. Todo o evento é combinado com uma cerimônia e uma conferência de imprensa. O processo se parece com um sorteio de loteria no início, com todos os lutadores tirando uma bola de uma tigela de vidro. As bolas representam números de 1 a 8, que determina a ordem dos lutadores na escolha de uma posição de uma figura de uma árvore de torneio gigante desenhada de pé sobre um suporte (de A a H) no cartaz, que representa o corner (canto) da cor do lutador e número da linha de partida. O lutador seguinte faz o mesmo, mas ele agora pode escolher entre desafiar o lutador que está no palco ou uma seção "vazia". Este procedimento continua até que somente um lutador permanece e não tem nenhuma outra escolha, somente completar o slot esquerdo ao lado do lutador solitário. Este sistema proporciona uma liberdade de escolha e táticas para os lutadores com a ajuda de um pouco de sorte.

## Datas e locais do K-1 World Grand Prix
| Evento                    | Data da rodada de abertura | Data da rodada final   | País                 |
| ------------------------- | -------------------------- | ---------------------- | -------------------- |
| K-1 World Grand Prix 1993 | N/A                        | 3 de abril de 1993     | Japão                |
| K-1 World Grand Prix 1994 | N/A                        | 30 de abril de 1994    | Japão                |
| K-1 World Grand Prix 1995 | 3 de março de 1995         | 4 de maio de 1995      | Japão                |
| K-1 World Grand Prix 1996 | 10 de março de 1996        | 6 de maio de 1996      | Japão                |
| K-1 World Grand Prix 1997 | 7 de setembro de 1997      | 9 de novembro de 1997  | Japão                |
| K-1 World Grand Prix 1998 | 27 de setembro de 1998     | 13 de dezembro de 1998 | Japão                |
| K-1 World Grand Prix 1999 | 5 de outubro de 1999       | 5 de dezembro de 1999  | Japão                |
| K-1 World Grand Prix 2000 | N/A                        | 10 de dezembro de 2000 | Japão                |
| K-1 World Grand Prix 2001 | N/A                        | 8 de dezembro de 2001  | Japão                |
| K-1 World Grand Prix 2002 | 5 de outubro de 2002       | 7 de dezembro de 2002  | Japão                |
| K-1 World Grand Prix 2003 | 11 de outubro de 2003      | 6 de dezembro de 2003  | Japão                |
| K-1 World Grand Prix 2004 | 25 de setembro de 2004     | 4 de dezembro de 2004  | Japão                |
| K-1 World Grand Prix 2005 | 23 de setembro de 2005     | 19 de novembro de 2005 | Japão                |
| K-1 World Grand Prix 2006 | 30 de setembro de 2006     | 25 de novembro de 2006 | Japão                |
| K-1 World Grand Prix 2007 | 29 de setembro de 2007     | 8 de dezembro de 2007  | Coreia do Sul, Japão |
| K-1 World Grand Prix 2008 | 27 de setembro de 2008     | 6 de dezembro de 2008  | Coreia do Sul, Japão |
| K-1 World Grand Prix 2009 | 26 de setembro de 2009     | 5 de dezembro de 2009  | Coreia do Sul, Japão |
|                           |                            |                        |                      |

## Campeões do K-1 World Grand Prix
| Ano  | Campeão          | Finalista                 |
| ---- | ---------------- | ------------------------- |
| 1993 | Branko Cikatić   | Ernesto Hoost             |
| 1994 | Peter Aerts      | Masaaki Satake            |
| 1995 | Peter Aerts      | Jérôme Le Banner          |
| 1996 | Andy Hug         | Mike Bernardo             |
| 1997 | Ernesto Hoost    | Andy Hug                  |
| 1998 | Peter Aerts      | Andy Hug                  |
| 1999 | Ernesto Hoost    | Mirko "Cro Cop" Filipović |
| 2000 | Ernesto Hoost    | Ray Sefo                  |
| 2001 | Mark Hunt        | Francisco Filho           |
| 2002 | Ernesto Hoost    | Jérôme Le Banner          |
| 2003 | Remy Bonjasky    | Musashi                   |
| 2004 | Remy Bonjasky    | Musashi                   |
| 2005 | Semmy Schilt     | Glaube Feitosa            |
| 2006 | Semmy Schilt     | Peter Aerts               |
| 2007 | Semmy Schilt     | Peter Aerts               |
| 2008 | Remy Bonjasky    | Badr Hari                 |
| 2009 | Semmy Schilt     | Badr Hari                 |
| 2010 | Alistair Overeem | Peter Aerts               |
| 2024 |                  |                           |